# Gouvix
 Gouvix  es una población y comuna francesa, situada en la región de Baja Normandía, departamento de Calvados, en el distrito de Caen y cantón de Bretteville-sur-Laize.

## Demografía
| 862 | 789 | 772 | 777 | 878 | 819 |
| Para los censos de 1962 a 1999 la población legal corresponde a la población sin duplicidades (Fuente: INSEE [Consultar]) |     |     |     |     |     |